# Wojewódzki Sztab Wojskowy w Rzeszowie

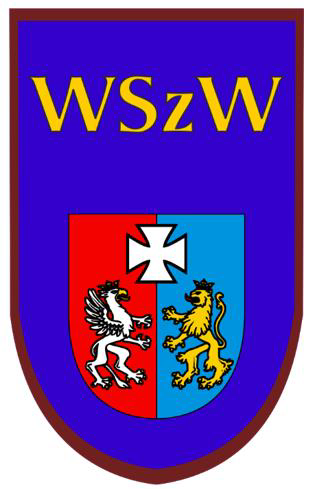
Oznaka rozpoznawcza WSzW Rzeszów na mundur wyjściowy.

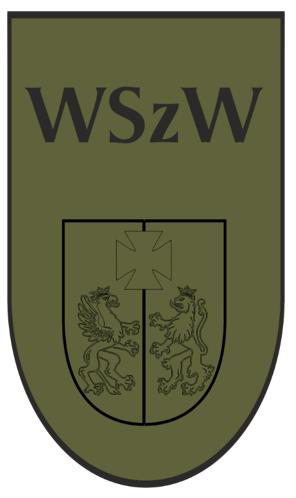
Oznaka rozpoznawcza WSzW Rzeszów na mundur polowy.

Wojewódzki Sztab Wojskowy w Rzeszowie (WSzW Rzeszów) - terenowy organ Ministra Obrony Narodowej w sprawach operacyjno-obronnych i administracji wojskowej, z siedzibą przy ul. Lwowskiej 4 w Rzeszowie.

## Zadania Wojewódzkiego Sztabu Wojskowego w Rzeszowie

### Mobilizacyjno- uzupełnieniowe
- kierowanie zabezpieczeniem mobilizacyjnego rozwinięcia jednostek wojskowych;
- koordynowanie powołania żołnierzy rezerwy na ćwiczenia wojskowe;
- współuczestnictwo w organizacji i przeprowadzeniu kwalifikacji wojskowej;
- powoływanie do czynnej i zawodowej służby wojskowej;
- świadczenia osobiste i rzeczowe na rzecz wojsk;
- rekrutacja kandydatów do zawodowej służby wojskowej i czynnej służby wojskowej w ramach Narodowych Sił Rezerwowych.

### Operacyjno-szkoleniowe
- planowanie użycia sił OT;
- planowanie wykorzystania sił układu pozamilitarnego;
- współdziałanie z rządową administracją zespoloną, niezespoloną oraz administracją samorządową
- zbieranie informacji o układzie militarnym i pozamilitarnym;
- prowadzenie szkolenia kadry i pracowników wojska.

### HNS
- Gromadzenie i aktualizacja bazy danych na potrzeby realizacji przedsięwzięć wykonywanych w ramach obowiązku państwa gospodarza.Siedziba WSzW w Rzeszowie, ul. Lwowska 4

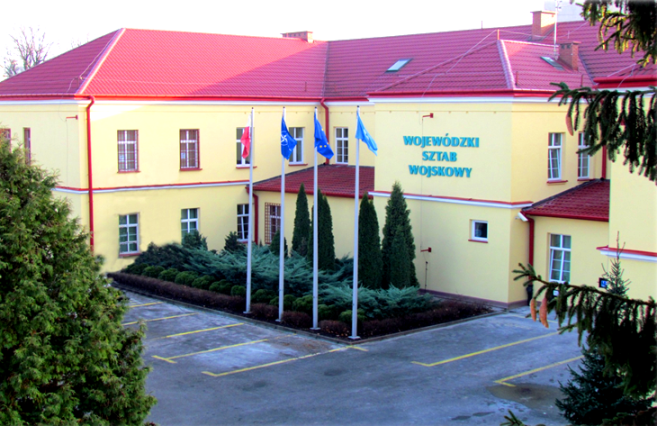
Siedziba WSzW w Rzeszowie, ul. Lwowska 4

- Organizacja i koordynacja zadań Państwa Gospodarza na obszarze województwa

w zakresie:
- zabezpieczenia przemieszczenia wojsk;
- wskazanie źródeł świadczeń i usług;
- wskazanie źródeł zaopatrzenia;
- udostępnienie infrastruktury remontowej, noclegowej i magazynowej;
- pomocy medycznej;
- wydzielenie oficerów łącznikowych do sił sojuszniczych.

### Ratownicze
- prowadzenie stałego monitoringu zagrożeń na obszarze województwa;
- przegrupowania wojsk;
- ścisłe współdziałanie z ogniwami zarządzania kryzysowego szczebla wojewódzkiego i powiatowego;
- zabezpieczenia łączności stacjonarnej;
- aktualizacja planów użycia sił i środków  wojska na obszarze województwa podkarpackiego oraz koordynacja ich  działania w zależności od rodzaju zagrożenia;
- prowadzenie szkoleń we współdziałaniu z układem pozamilitarnym w zakresie przeciwdziałania kryzysom.

### Wynikające z rozporządzenia MON w sprawie WSzW
- Wykonywanie zadań organów wyższego stopnia w stosunku do podległych Wojskowych Komend Uzupełnień
- Uczestniczenie w planowaniu i opiniowaniu przestrzennego zagospodarowania ze względu na potrzeby obronności i bezpieczeństwa państwa.

## Struktura organizacyjna
1. Kierownictwo
2. Wydział Operacyjny
3. Wydział Mobilizacji i Uzupełnień
4. Pion Ochrony Informacji Niejawnych
5. Pion Prawny
6. Sekcja Kadr
7. Sekcja Łączności i Informatyki

## Historia
Na podstawie zarządzenia Szefa 
Sztabu Generalnego Wojska Polskiego nr 0143/Org. z dnia 21 listopada 1962 roku Dowódca Warszawskiego Okręgu Wojskowego rozkazem nr 04/Org. z dnia 12 grudnia 1962 roku nakazał sformowanie do dnia 31 stycznia 1963 
roku Wojewódzkiego Sztabu Wojskowego w Rzeszowie. Zadanie  sformowania sztabu powierzono starszemu pomocnikowi Szefa Sztabu 9 Dywizji Zmechanizowanej w Rzeszowie ppłk Michałowi Białowąsowi, któremu z dniem 21 grudnia powierzono pełnienie obowiązków Szefa WSzW w Rzeszowie. 

## Szefowie Wojewódzkiego Sztabu Wojskowego w Rzeszowie
- płk mgr Józef Malik (9.01.1965-4.08.1976)
- płk mgr Emil Czelny (p.o. 5.08.1976-7.02.1977)
- płk mgr Stanisław Pawiński (8.02.1977-4.12.1987)
- płk dypl. Aleksander Kuczyński (8.02.1977-4.12.1987)
- płk dypl. Adam Śliwa (20.12.1987-16.04.1991)
- płk dypl. Jerzy Maruszak (p.o.16.04.1991-22.06.1992)
- płk dypl. Józef Mroczka (22.06.1992- 14.05.2002)
- gen. bryg. Fryderyk Czekaj (14.05.2002-30.12.2003)
- płk dypl. Zbigniew Smok (30.12.2003-05.04.2007)
- płk dypl. Zbigniew Winiarski (p.o.05.04.2007-20.06.2007)
- płk dypl. Witold Przybyła (20.06.2007-31.10.2011)
- płk dypl. Zbigniew Winiarski (01.11.2011-02.06.2016)
- ppłk Roman Dwornik cz.p.o. (02.06.2016-17.07.2016)
- płk dr inż Mariusz Stopa (18.07.2016r.-obecnie)

## Zasięg terytorialny i instytucje podległe Szefowi Wojewódzkiego Sztabu Wojskowego w Rzeszowie
Zgodnie z decyzją nr 177/MON z dnia 03 listopada 2017 r. Szef WSzW w Rzeszowie podlega Dyrektorowi Departamentu Kadr. Od 01 stycznia 2015 r. do 02 listopada 2017 Szef WSzW podlegał Sztabowi Generalnemu Wojska Polskiego. Szefowi WSzW w Rzeszowie podlegają Komendaci WKU z terenu Województwa podkarpackiego
Podległe wojskowe komendy uzupełnień swoim terytorialnym zasięgiem działania obejmują:
| |                                                                                                  |                                                                                                | |                                                                            |                                                                                 |
| Administruje na terenie powiatów: - miasto Przemyśl - powiat przemyski - jarosławski - przeworski - lubaczowski | Administruje na terenie powiatów: - miasto Krosno - powiat jasielski - krośnieński - strzyżowski | Administruje na terenie powiatów: - dębicki - kolbuszowski - ropczycko-sędziszowski - mielecki | Administruje na terenie powiatów: - miasto Tarnobrzeg - niżański - stalowowolski - tarnobrzeski - leżajski | Administruje na terenie powiatów: - miasto Rzeszów - rzeszowski - łańcucki | Administruje na terenie powiatów: - brzozowski - sanocki - leski - bieszczadzki |

### Zadania Wojskowych Komend Uzupełnień

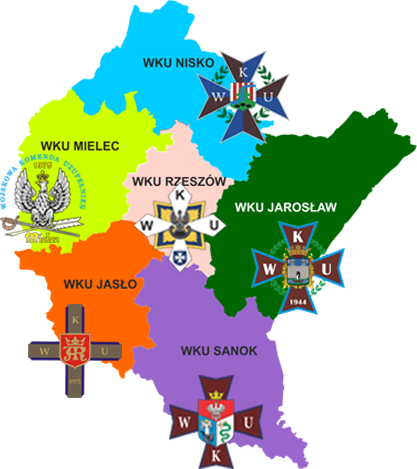
Mapa terenu administrowanego przez WSzW w Rzeszowie

Do głównych zadań wojskowych komendantów uzupełnień należy:
1. administrowania rezerwami osobowymi;
2. występowanie do wójtów lub burmistrzów (prezydentów miast) z wnioskami  o nakładanie świadczeń na rzecz obrony;
3. prowadzenie rekrutacji i naboru ochotników do czynnej służby  wojskowej, w tym do zawodowej służby wojskowej, służby kandydackiej i  służby w NSR;
4. udział w realizacji zadań z zakresu zarządzania kryzysowego w ramach  terytorialnego zasięgu działania wojskowych komend uzupełnień;
5. promocji obronności i służby wojskowej;
6. współpraca z innymi organami i podmiotami w sprawach związanych z obronnością państwa;